# Daniszewo (przystanek kolejowy)
Daniszewo – zamknięty 1 kwietnia 1994 roku przystanek osobowy w Daniszewie na linii kolejowej nr 34, w województwie mazowieckim, w Polsce.